# Empoleiramento comunitário

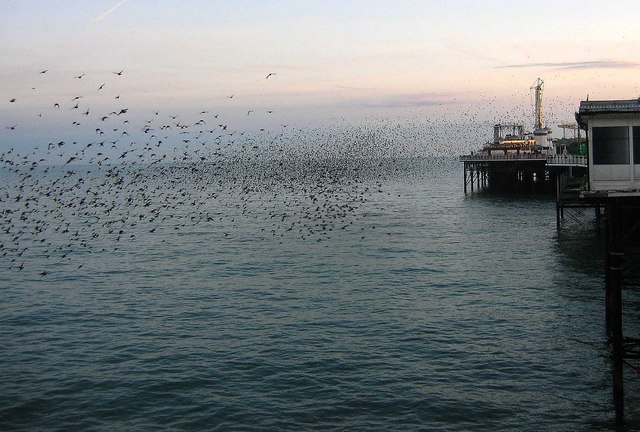
Estorninhos a regressar ao poleiro comunitário ao anoitecer.

Empoleiramento comunitário é um comportamento animal em que um grupo de indivíduos, geralmente da mesma espécie, se junta numa área ao longo de algumas áreas devido a um sinal externo e regressa ao mesmo local quando esse sinal volta a aparecer. Sinais ambientais são muitas vezes responsáveis por esse agrupamento, incluindo anoitecer, maré alta ou chuva.  A diferença entre os poleiros comunitários e a reprodução comunitária é a ausência de crias no primeiro caso. Embora os poleiros comunitários sejam geralmente observados em aves, o comportamento já foi observado em morcegos, primatas e insetos. O tamanho destes grupos pode atingir os milhares de indivíduos, especialmente entre as aves. Existem vários benefícios associados ao empoleiramento comunitário, incluindo o aumento da capacidade de procura de comida, a diminuição da energia necessária para regulação térmica, diminuição do perigo de predadores e aumento das interações entre a espécie.